# Auspicius (Toul)
Auspicius von Toul († im 5. Jahrhundert) gilt als fünfter Bischof des Bistums Toul. Bekannt ist sein Schreiben an Arbogast den Jüngeren. Später wurde er als Heiliger verehrt.

## Leben
Auspicius von Toul gehörte dem verzweigten Geschlecht der Auspicier an. Diese waren Teil des gallo-römischen Adels und hatten sich schon früh dem Christentum zugewandt. Aus diesen sind hohe Beamte und Bischöfe hervorgegangen.
Über Auspicius von Toul selbst existieren nur wenige Quellenbelege. Einige Hinweise gibt Sidonius Apollinaris. Beide standen in brieflichem Kontakt.
Sidonius betonte die Gelehrsamkeit des Auspicius und verglich diese mit der des Lupus von Troyes. Auspicius wurde als Vater und Lehrer Galliens bezeichnet. Auspicius hatte danach zu dieser Zeit ein recht hohes Alter erreicht und war möglicherweise der zu dieser Zeit älteste Bischof Galliens. Er dürfte in den ersten Jahren des 5. Jahrhunderts geboren sein.
Bekannt ist Auspicius durch seine Epistel, die er an den Franken Arbogast, comes in Augusta Treverorum (Trier), schrieb. Arbogast entstammte einer romanisierten Familie und beherrschte Augusta Treverorum (Trier) am Ende der spätantiken Römerzeit. Er hatte eine Stellung zwischen einem autonomen fränkischen Herrscher und römischen Amtsträger. Dieser hatte sich an Sidonius gewandt, um einige geistliche Schriften besser zu verstehen. Sidonius verwies ihn unter anderem an Auspicius. Ob dieser die theologischen Fragen des Militärs beantwortete hat, ist nicht bekannt. Überliefert ist indes eine rhythmische Epistel.
Erst wesentlich später zählt er zu den Heiligen. Sein Gedenktag ist der 23. Juli.

## Werk
Die genannte Epistel ist nach unterschiedlicher Datierung zwischen 460 und 475 entstanden. In dem Schreiben pries Auspicius Arbogast wegen dessen lateinischer Sprachkenntnisse. Dabei hat er auch das Ende der römischen Herrschaft angedeutet. „...solange du lebst und die Rede pflegst, kommen, obwohl an der Grenze die lateinische Herrschaft gefallen ist, die (lateinischen) Worte nicht ins Wanken.“ Er lobte die hohe Abstammung und edle Gesinnung des Fürsten. Er sei größer als sein gleichnamiger Vorfahr, da dieser als Heide starb, Arbogast aber Christ sei. Er warnt ihn aber auch vor der Habgier. Dieser seien, wohin das Auge schaut, die Großen der Welt verfallen. Er ist zuversichtlich, dass Arbogast dies beherzigt, sah Auspicius in ihm doch einen künftigen Bischof. Tatsächlich wurde dieser später möglicherweise Bischof von Chartres. Zum Schluss ermahnt er ihn noch Bischof Jamblichus von Trier ehrerbietig zu begegnen.
Der Text ist in Gedichtform aus 164 jambischen Dimetern verfasst. Er gilt als frühes Beispiel rhythmischer Hymnenstrophik, in der Wortakzent herrscht.
Das Gedicht ist in einer Sammlung verschiedener in Austrasien verfasster oder dahin gesandter Schreiben erhalten, die 585 zusammengestellt wurde. Die einzige erhaltene Handschrift ist Cod. Vaticano-Palatinus 869 s.IX.